# Girls Ain’t Nothing but Trouble
A Girls Ain’t Nothing but Trouble című dal az amerikai D.J. Jazzy Jeff & The Fresh Prince duó első kimásolt kislemeze a Rock the House című debütáló stúdióalbumról. Az albumot a Word Records (később Word Up Records) jelentette meg. A dal a 60-as évek televíziós sorozatának az "I dream of Jeannie" címűnek a dallamára épül, de szerepel a The Fresh Prince of Bel-Air 8. epizódjában is, ahol Will és Carlton egy lány ellen küzdött. A "NothIng but Trouble" című  szöveg pedig a "The Simpsons" Deep Deep Trouble című dalban is hallható, melyet Bart Simpson énekel, és a Sing the Blues című albumon is szerepel. A dalban Will Smith figyelmeztet néhány szerencsétlen, de humoros élményre. A  "Parents Just Don't Understand" and "Nightmare on My Street." című dalok egy kislemezen jelentek meg. A dalhoz tartozó videó pedig 1986-ban.  2016. április 21-én Prince halála után az MTV műsorára tűzte a dalt a Prince videók sugárzása alatt.

## Megjelenések
12" US Word Records – WD 001 
- A1	Girls Ain't Nothing But Trouble (Radio) 5:12
- A2	 Ain't Nothing But Trouble (Int.) 5:12
- B1	 Ain't Nothing But Trouble (Def Mix) 5:02
- B2	 Ain't Nothing But Trouble (Def Beat) 3:00

## Slágerlista
| Slágerlista (1986)                                        | Legjobb helyezés |
| --------------------------------------------------------- | ---------------- |
| Egyesült Királyság UK Singles (Official Charts Company)   | 21               |
| Amerikai Egyesült Államok Billboard Hot 100               | 57               |
| Amerikai Egyesült Államok Billboard Hot R&B/Hip-Hop Songs | 81               |
| Slágerlista (1989)                                        | Legjobb helyezés |
| Ausztrália(ARIA)                                          | 142              |